# Pachylomalus opulentus
Pachylomalus opulentus är en skalbaggsart som beskrevs av Cooman 1932. Pachylomalus opulentus ingår i släktet Pachylomalus och familjen stumpbaggar. Inga underarter finns listade i Catalogue of Life.